# Anno Museum
O Anno Museum (em norueguês: Anno Museum) é um grupo regional de museus de história cultural e natural localizados em 23 pontos no antigo condado de Hedmark, no sudeste da Noruega. 
Foi fundado em 2014, substituindo o antigo Museu Regional de Hedmark (Hedmark fylkesmuseum) e agregando vários museus da região.

## Património do museu
No seu conjunto, constitui a maior área de museus ao ar livre do país e igualmente a maior coleção de edifícios museais da Noruega.

Fazem parte do seu património várias atrações turísticas tais como as Ruínas da catedral de Hamar, o Museu Norueguês da Floresta (Norsk Skogmuseum), o Museu do Vale do Glomma (Glomdalsmuseet), o Museu da Emigração Norueguesa (Norsk utvandrermuseum) e o Museu da Indústria de Klevfos (Klevfos industrimuseum).

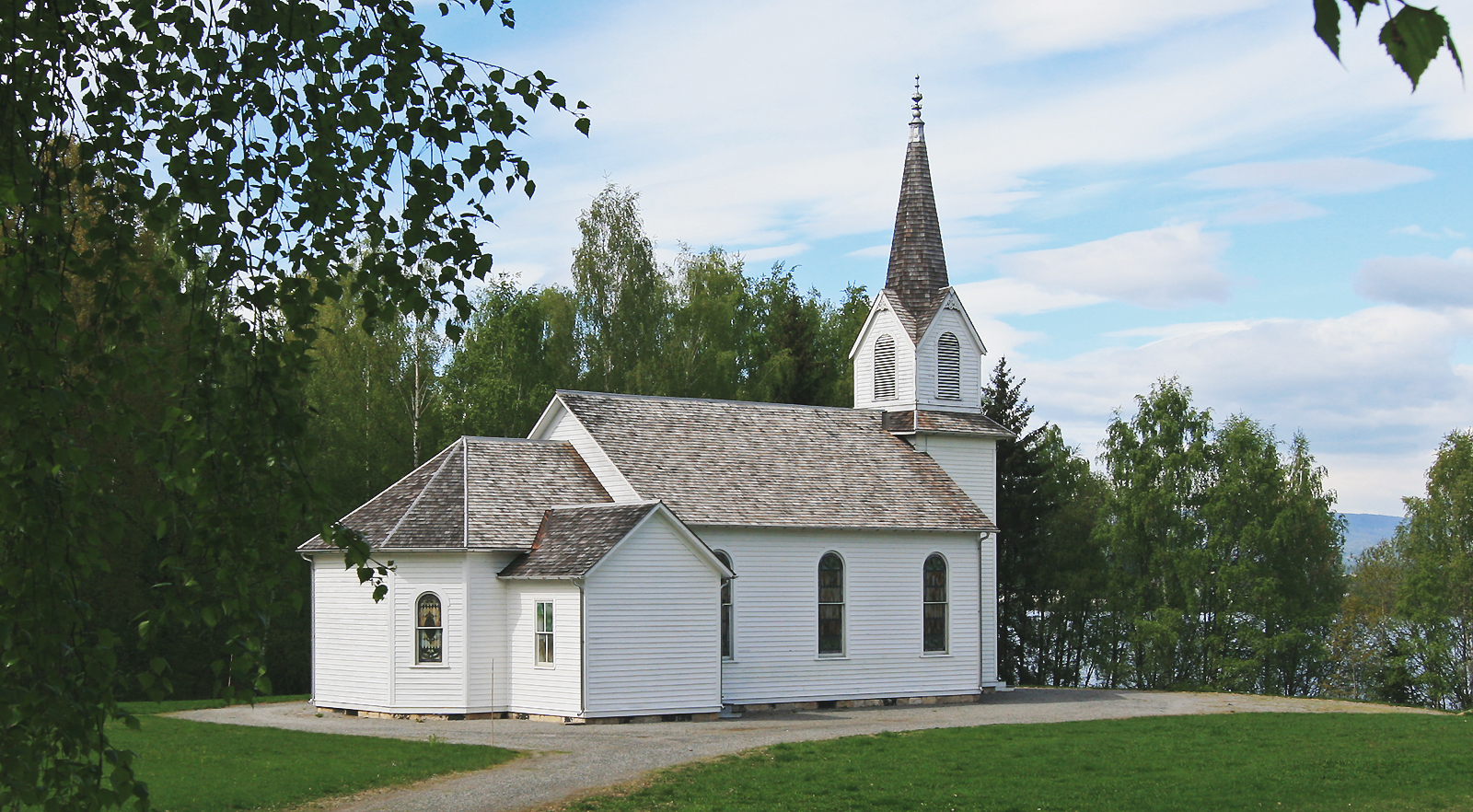
Museu da Emigração Norueguesa
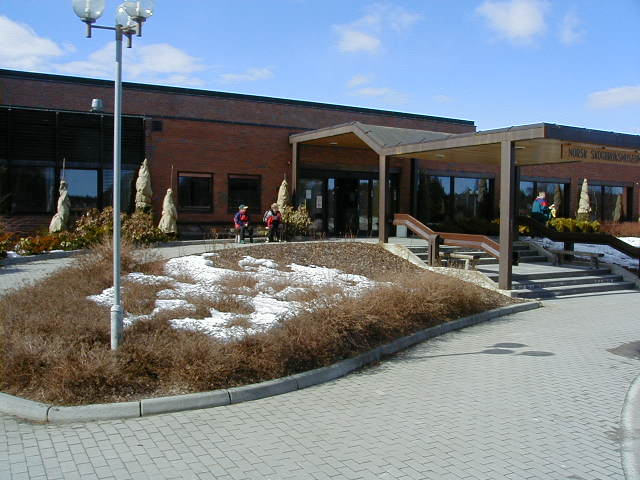
Museu Norueguês da Floresta
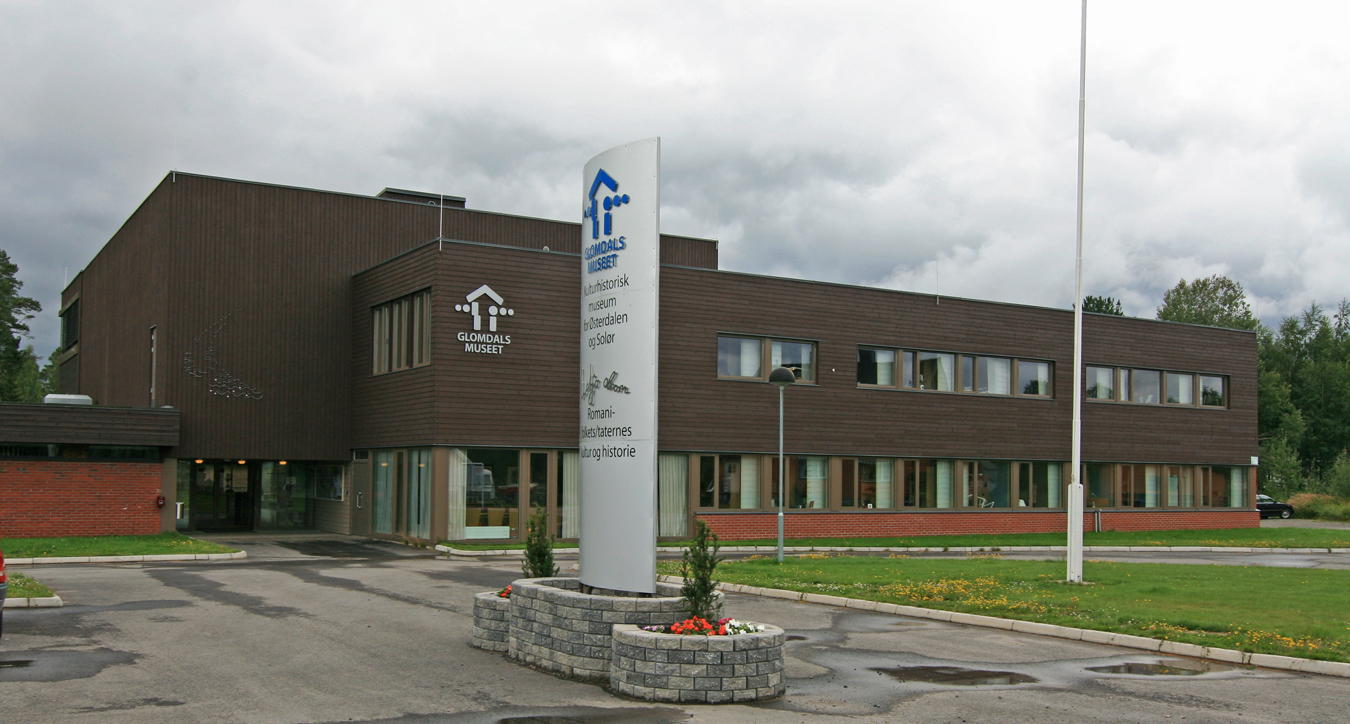
Museu do Vale do Glomma
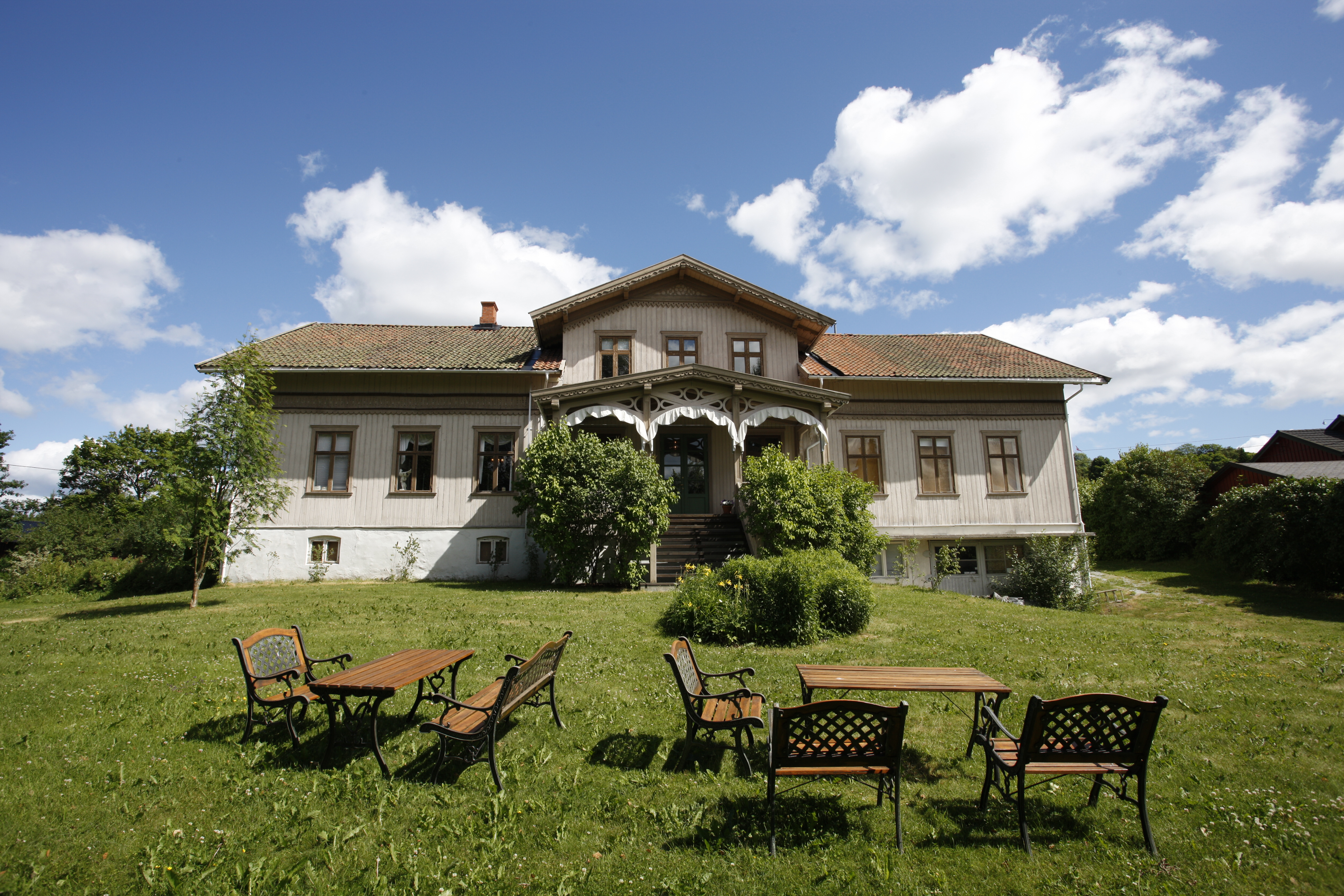
Museu da Mulher